# Hydra (vệ tinh)
Hydra là một vệ tinh tự nhiên của Sao Diêm Vương với đường kính theo chiều dài nhất là khoảng 51 km (32 mi). Với kích thước lớn hơn Nix một chút, Hydra là vệ tinh lớn thứ hai của Sao Diêm Vương, sau Charon. Hydra, cùng với Nix, được các nhà thiên văn học phát hiện ra thông qua các hình ảnh của Kính viễn vọng không gian Hubble vào ngày 15 tháng 5 năm 2005. Vệ tinh này được đặt theo tên của thủy quái Hydra, một con rắn chín đầu trong thần thoại Hy Lạp. Hydra là vệ tinh thứ năm và là vệ tinh ngoài cùng tính từ Sao Diêm Vương, sau vệ tinh thứ tư tính từ Sao Diêm Vương là Kerberos.
Bề mặt của Hydra có suất phản chiếu cao do sự xuất hiện của băng trên bề mặt, tương tự như các vệ tinh khác của Sao Diêm Vương. Hệ số phản chiếu của Hydra ở mức trung bình, giữa Sao Diêm Vương và Charon. Tháng 7 năm 2015, tàu vũ trụ New Horizons đã chụp và gửi về nhiều hình ảnh của Hydra cùng với Sao Diêm Vương và bốn vệ tinh khác.